# Гаплогруппа F (Y-ДНК)
Гаплогруппа F — Y-хромосомная гаплогруппа человека. От этой гаплогруппы происходит большинство других гаплогрупп, в общей сложности охватывающих порядка 90 % современного мужского населения планеты, за что её называют иногда макрогруппой. Практически все люди за пределами Африки восходят по мужской линии к гаплогруппе F. Гаплогруппы С и D малочисленные.
От гаплогруппы F берут своё начало Y-хромосомные гаплогруппы G (M201), H (M69), I (M170), J (12f2.1) и гаплогруппа K (M9) со своими потомками — L, M, N, O, Q, R, S и T.

## Происхождение
Определённая у вьетнамского человека редкая линия гаплогруппы F, является внешней группой для остальной части мегагалогруппы и отделилась от остальной группы ~ 55 тыс. лет назад. Нижестоящей для гаплогруппы F является мегагруппа GHIJK-M3658, чьи субклады включают подавляющее большинство неафриканских мужчин в мире.
Некоторые линии, восходящие от гаплогруппы F, по всей видимости, мигрировали обратно в Африку с родины в Юго-Западной Азии ещё в доисторическое время. Возможно, в этом гипотетическом переселении приняли в разное время участие представители гаплогрупп J, R1b и T.

## Палеогенетика
Y-хромосомную гаплогруппу F (F-M89) определили у образца F6-620 (44180—42450 лет до н. э.) из пещеры Бачо Киро (Болгария).
Y-хромосомная гаплогруппа F обнаружена у образца Vestonice 43 (ок. 30 тыс. л. н.) из Дольни-Вестонице (граветт Чехии)
Y-хромосомная гаплогруппа F обнаружена у представителей старчевской культуры, живших ок. 5700 лет назад.
Y-хромосомная гаплогруппа F была первоначально была определена у индивида Oase 1 из румынской пещеры Пештера-ку-Оасе, жившего 40 тысяч лет назад, но в 2016 году группа Позника определила нижестоящую Y-хромосомную гаплогруппу NO (K2a).

## Распространение
Кроме больших ветвей G, H, IJ и K, обнаружены и другие отцовские линии, отходящие от гаплогруппы F-M89. Они встречаются с очень низкой частотой среди многих популяций на южных окраинах Евразии и Океании, от Португалии на западе до Кореи и Малайского архипелага на востоке. Индия, Корея и горы Айлао в провинции Юньнань на юго-западе Китая оказываются единственными регионами, где такие линии (которые для удобства объединяются в парагруппу F*) содержат значительную долю разнообразия Y-хромосом современных популяций. Было установлено, что Y-хромосомы парагаплогруппы F* особенно распространены среди народа лаху, группы охотников-собирателей, живущих в горах Айлао в Юньнани. Корейская часть F*, вероятно, представляет некрупную братскую ветвь гаплогрупп G, H, IJ и K, которая расселилась в сравнительно небольшом регионе уже в исторические времена, поскольку такой гаплогруппы F* не было найдено среди их соседей-японцев.

## Подгруппы

### Древо
Это филогенетическое древо ветвления гаплогрупп основано на древе YCC 2009 и последующих публичных исследованиях.
- F (P14, M89, M213, P133, P134, P135, P136, P138, P139, P140, P141, P142, P145, P146, P148, P149, P151, P157, P158, P159, P160, P161, P163, P166, P187)
  - F*
  - F1 (P91, P104)
  - F2 (M427, M428)
  - F3 (P96)
  - F4 (P254)
  - G Главная статья о гаплогруппе G
  - H Главная статья о гаплогруппе H
  - IJK Главная статья о гаплогруппе IJK